# عمليات البحرية الأمريكية خلال الحرب العالمية الأولى
بدأت عمليات البحرية الأمريكية خلال الحرب العالمية الأولى في 6 أبريل عام 1917، بعد إعلان الحرب على الإمبراطورية الألمانية رسميًا. صبّت البحرية الأمريكية اهتمامها على التصدي لغواصات يو بوت المعادية في المحيط الأطلسي والبحر الأبيض المتوسط، خلال إرسالها قوافل الجنود والإمدادات إلى فرنسا وإيطاليا. لم تشتبك السفن الرئيسية الأمريكية أبدًا مع الأسطول الألماني نتيجة دخولها المتأخر في الحرب. اتّخذ الجانب الأمريكي إجراءات حاسمة عدة للتعامل مع الغواصات.

## العمليات

### المحيط الأطلسي
شكّلت الجبهة الغربية المسرح الرئيسي للحرب العالمية الأولى. كُلّفت البحرية الأمريكية بنقل الإمدادات وملايين الجنود الأمريكيين عبر المحيط الأطلسي إلى فرنسا، بهدف تخفيف العبء عن الحلفاء البريطانيين والأوروبيين الموجودين بالفعل على جبهة المعركة. لم تكن بحرية الولايات المتحدة مهيأةً بصورة كافية للحرب، ومن ثم بات الحل الوحيد نشر كل ما كان متاحّا عبر القوافل وتسليح السفن التجارية بمدفعيات بحرية صغيرة تشرف عليها مجموعات حراسة مسلحة.
أعلن الكونغرس الحرب في 6 أبريل عام 1917، ما عنى تحوّل حرس السواحل الأمريكي إلى جزء من وزارة البحرية تلقائيًا. اعتُبرت المدمرات والسفن الحربية المرافقة من أكثر الوسائل فعاليةً في إغراق غواصات العدو وحماية السفن التجارية. نتيجةً لذلك، تمركزت أسراب المدمرات في الموانئ الرئيسية ضمن الجزر البريطانية ومن بينها جزيرة كوف (كوينستون سابقًا)، أيرلندا. تمركزت السفن الرئيسية إلى جانب البحرية الملكية البريطانية في بحر الشمال لتطبيق حصار هادئ على أسطول أعالي البحار الألماني، استمر إلى ما بعد هدنة عام 1919.
حققت بحرية الولايات المتحدة أول انتصار في المحيط الأطلنطي في 15 أكتوبر 1917؛ واجهت المدمرة يو إس إس كاسين، بقيادة الرائد دبليو. إن. فيرنون، الغواصة يو-61 قبالة منارة ماينهيد، أيرلندا. بعد مطاردة الغواصة لمدة ساعة، استدارت يو-61 وأطلقت طوربيدًا واحدًا ضرب كاسين في جهة الميناء. لاحظ ضابط المدفعجية من الصف الأول أوزموند إنغرام الطوربيد قبل إصابته كاسين، لينبّه الأخير طاقم كيه-غان الذي بدأ بإطلاق قذائف الأعماق. تعرضت كاسين لأضرار جسيمة، لكن تمكن طاقمها من إبقائها عائمة واستمر في إطلاق النار. قُتل إنغرام الذي استحقّ وسام الشرف في وقت لاحق، في حين أُصيب تسعة آخرون بجروح. ضربت كاسين برج قيادة الغواصة يو-61، ما دفع طاقمها إلى الانسحاب والتراجع.
في 17 نوفمبر 1917، أصبحت مدمرتان أول سفينتين تابعتين للبحرية الأمريكية تنجحان في إغراق غواصة معادية؛ رصد أحد الحراس المراقبين منظار غواصة يو-58 خلال مرافقة كل من يو إس إس فانينغ ويو إس إس نيكولسون قافلة أو كيو-20 كانت تجهه شرقاً. أُجبرت الغواصة على الصعود إلى السطح بسبب إطلاق قذائف الأعماق، وهُزمت بعدها في اشتباك سطحي قصير. أصابت طلقة واحدة على الأقل الغواصة ما أسفر عن مقتل رجلين وإلحاق أضرار كبيرة. ترك الناجون التسعة والثلاثون الغواصة الغارقة يو-58 وأُخِذوا أسرى. تلقّى كل من الرائدين فرانك بيرين وآرثر إس كاربندر وسام البحرية.